# Polydactylus macrochir
Polydactylus macrochir är en fiskart som först beskrevs av Günther, 1867.  Polydactylus macrochir ingår i släktet Polydactylus och familjen Polynemidae. Inga underarter finns listade i Catalogue of Life.